# Portland (Arkansas)
Portland es una ciudad ubicada en el condado de Ashley en el estado estadounidense de Arkansas. En el Censo de 2010 tenía una población de 430 habitantes y una densidad poblacional de 154,3 personas por km².

## Geografía
Portland se encuentra ubicada en las coordenadas 33°14′16″N 91°30′40″O / 33.23778, -91.51111. Según la Oficina del Censo de los Estados Unidos, Portland tiene una superficie total de 2.79 km², de la cual 2.79 km² corresponden a tierra firme y (0%) 0 km² es agua.

## Demografía
Según el censo de 2010, había 430 personas residiendo en Portland. La densidad de población era de 154,3 hab./km². De los 430 habitantes, Portland estaba compuesto por el 60.7% blancos, el 36.98% eran afroamericanos, el 0% eran amerindios, el 0.23% eran asiáticos, el 0% eran isleños del Pacífico, el 0.93% eran de otras razas y el 1.16% pertenecían a dos o más razas. Del total de la población el 0.93% eran hispanos o latinos de cualquier raza.